# Kurt Betschart
Kurt Betschart (né le 25 août 1968 à Erstfeld) est un ancien coureur cycliste suisse. Spécialiste de la piste, il a formé avec son compatriote Bruno Risi le duo le plus titré de l'histoire des compétitions de Six jours, avec 37 victoires entre 1992 et 2005. Ils ont également été médaillés d'argent de l'américaine lors des championnats du monde de cyclisme sur piste de 1995 à Bogota. Kurt Betschart a mis fin à sa carrière le 26 juillet 2006.

## Biographie
Kurt Betschart remporte 37 courses des six jours au cours de sa carrière, toujours avec Bruno Risi. En février 1995, il remporte avec son partenaire le titre de champion d'Europe de l'américaine à Manchester, avec un tour d'avance sur les Italiens Pierangelo Bincoletto et Franco Villa. 

## Palmarès sur piste

### Jeux olympiques
- Sydney 2000
  - 11e de l'américaine

### Championnats du monde
- Bogota 1995
  -  Médaillé de bronze de l'américaine

### Coupe du monde
- 1998
  - 3e de l'américaine à Hyères

### Six jours
- 1992 : Dortmund, Zurich (avec Bruno Risi)
- 1993 : Dortmund, Zurich, Gand, Munich (avec Bruno Risi)
- 1994 : Bordeaux, Copenhague, Munich
- 1995 : Zurich, Cologne, Brême (avec Bruno Risi)
- 1996 : Gand, Copenhague, Zurich (avec Bruno Risi)
- 1997 : Dortmund, Leipzig, Munich (avec Bruno Risi)
- 1998 : Munich, Stuttgart, Zurich, Herning (avec Bruno Risi)
- 1999 : Brême, Dortmund, Zurich (avec Bruno Risi)
- 2000 : Munich (avec Bruno Risi), Zurich (avec Bruno Risi et Markus Zberg)
- 2002 : Brême, Gand, Stuttgart (avec Bruno Risi)
- 2003 : Berlin, Dortmund, Munich (avec Bruno Risi)
- 2004 : Brême (avec Bruno Risi)
- 2005 : Stuttgart (avec Bruno Risi et Franco Marvulli), Berlin, Amsterdam (avec Bruno Risi)

### Championnats d'Europe
- 1995
  -  Champion d'Europe de l'américaine (avec Bruno Risi)
- 1996
  -  Médaillé d'argent de l'américaine
- 1997
  -  Médaillé d'argent de l'américaine
- 2000
  -  Médaillé de bronze de l'américaine
- 2001
  -  Médaillé de bronze de l'américaine
- 2002
  -  Médaillé d'argent de l'américaine
- 2003
  -  Médaillé de bronze de l'américaine

### Championnats nationaux
- Champion de Suisse de la course aux points en 1994, 1998, 2001 et 2004
- Champion de Suisse de poursuite par équipes en 1989 et 1997

## Palmarès sur route
- 1996
  - Silenen-Amsteg-Bristen
- 1998
  - 2e de Silenen-Amsteg-Bristen
- 2000
  - 2e de Silenen-Amsteg-Bristen
- 2001
  - 2e de Silenen-Amsteg-Bristen
- 2002
  - Silenen-Amsteg-Bristen
- 2003
  - 3e de Coire-Arosa
- 2004
  - Silenen-Amsteg-Bristen